# Rodrigo Cabrera
Rodrigo Emmanuel Cabrera Aquino (Montevideo, 7 agosto 2004) è un calciatore uruguaiano, difensore del River Plate (M).

## Carriera

### Club
Cabrera è cresciuto nel settore giovanile del Defensor Sporting, dove ha debuttato il 13 febbraio 2022 nell'incontro di Primera División Profesional de Uruguay vinto 1-0 contro il Peñarol.

### Nazionale
Nel gennaio del 2023 è stato incluso da Marcelo Broli nella rosa della nazionale Under-20 uruguaiana partecipante al campionato sudamericano di categoria in Colombia, dove ha perso la finale contro il Brasile.

## Statistiche

### Presenze e reti nei club
Statistiche aggiornate al 20 aprile 2024.
| Stagione        | Squadra           | Campionato      | Campionato | Campionato | Coppe nazionali | Coppe nazionali | Coppe nazionali | Coppe continentali | Coppe continentali | Coppe continentali | Altre coppe | Altre coppe | Altre coppe | Totale | Totale | Totale |
| Stagione        | Squadra           | Comp            | Pres       | Reti       | Comp            | Pres            | Reti            | Comp               | Pres               | Reti               | Comp        | Pres        | Reti        | Pres   | Reti   |        |
| --------------- | ----------------- | --------------- | ---------- | ---------- | --------------- | --------------- | --------------- | ------------------ | ------------------ | ------------------ | ----------- | ----------- | ----------- | ------ | ------ | ------ |
| 2022            | Defensor Sporting | PD              | 1          | 0          | CU              | 0               | 0               |                    | -                  | -                  |             | -           | -           | 1      | 0      |        |
| 2023            | Defensor Sporting | PD              | 8          | 0          | CU              | 4               | 0               | CS                 | 0                  | 0                  |             | -           | -           | 12     | 0      |        |
| 2024            | Defensor Sporting | PD              | 7          | 0          | CU              | 0               | 0               | CL                 | 1                  | 0                  | SU          | 0           | 0           | 8      | 0      |        |
| Totale carriera | Totale carriera   | Totale carriera | 16         | 0          |                 | 4               | 0               |                    | 1                  | 0                  |             | 0           | 0           | 21     | 0      |        |

## Palmarès

### Club

#### Competizioni nazionali
- Copa Uruguay: 3

Defensor Sporting: 2022, 2023, 2024